# Oreobates cruralis
Espèce
Synonymes
- Hylodes cruralis Boulenger, 1902
- Eleutherodactylus cruralis (Boulenger, 1902)

Statut de conservation UICN

 LC  : Préoccupation mineure
Oreobates cruralis est une espèce d'amphibiens de la famille des Craugastoridae.

## Répartition
Cette espèce se rencontre entre 200 et 2 000 m d'altitude, :
- en Bolivie dans les départements de Cochabamba, de La Paz, de Pando et de Santa Cruz ;
- au Pérou dans les régions de Madre de Dios, de Cusco, de Huánuco et de Junin.

## Publication originale
- Boulenger, 1902 : Descriptions of new Batrachians and Reptiles from the Andes of Peru and Bolivia. Annals and Magazine of Natural History, sér. 7, vol. 10, p. 394-402 (texte intégral).